# OUB Centre

OUB Centre é um dos arranha-céus mais altos do mundo, com 280 metros (919 ft). Edificado na cidade de Singapura, Singapura, foi concluído em 1986 com 63 andares.